# Голубова Ганна Антонівна
Ганна Антонівна Го́лубова (24 червня 1915, Снігурівка — 18 березня 2002, Київ) — українська художниця; член Спілки радянських художників України з 1956 року.

## Біографія
Народилася 24 червня 1915 року в селі Снігурівці (тепер місто Миколаївської області, Україна). 1946 року закінчила Київський художній інститут (викладачі Олександр Пащенко, Карпо Трохименко, Федір Кричевський, Михайло Шаронов, Олександр Сиротенко).
Мешкала в Києві, в будинку на вулиці Великій Васильківській № 12, квартира № 54. Померла в Києві 18 березня 2002 року.

## Творчість
Працювала в галузі станкового живопису та книжкової графіки, майстер тематичних картин, портретів і пейзажів. Серед робіт:
живопис
- портрет народної артистки СРСР 3ої Гайдай (1947);
- «Поділ» (1947);
- «Студентка» (1954);
- «Все в ім'я людини» (1961);
- «Молодий будівельник» (1961, картон на дереві, олія);
- «Правнучка Тараса Шевченка» (1961—1964);)
- портрет курсанта М. Соболева (1968);
- «Жіночий портрет» (1970-ті, полотно, олія);
- «Жіночий портрет в профіль» (1970-ті, полотно, олія);

Проілюструвала та оформила книгу «Дітям» Володимира Маяковського (1953).
Брала участь у всеукраїнських виставках з 1948 року, зокрема:
- 1949 — X-а Українська художня виставка (Київський державний музей українського мистецтва і Київський державний музей російського мистецтва);
- 1954 — виставка образотворчого мистецтва Української РСР, присвячена 300-річчю возз'єднання України з Росіє (Державний музей українського мистецтва, Київ, потім — потім в Москві та Сімферополі);
- 1954 — виставка образотворчого мистецтва Української РСР, присвячена 300-річчю возз'єднання України з Росією, (Державна Третьяковська галерея, Москва)[1].